# Morris Head
Das Morris Head ist eine vereiste Landspitze an der Hobbs-Küste des westantarktischen Marie-Byrd-Lands. Sie bildet das seewärtige Ende des Gebirgskamms Hagey Ridge bzw. den nordöstlichen Ausläufer der McDonald Heights.
Wissenschaftler der United States Antarctic Service Expedition (1939–1941) fertigten erste Luftaufnahmen bei einem Überflug am 18. Dezember 1940 an. Der United States Geological Survey kartierte die Landspitze anhand eigener Vermessungen und Luftaufnahmen der United States Navy zwischen 1959 und 1965. Das Advisory Committee on Antarctic Names benannte die Landspitze 1966 nach Lloyd Morris von der United States Navy, Quartiermeister und leitendes Mitglied der Mannschaft zur Bedienung des Bathythermographen an Bord des Eisbrechers Glacier von 1961 bis 1962.